# Cronologia delle versioni di LibreOffice
Questa lista è suscettibile di variazioni e potrebbe essere incompleta o non aggiornata.

## LibreOffice 3
Poiché The Document Foundation vede LibreOffice come la continuazione di OpenOffice.org, LibreOffice 3.3 usa lo stesso numero di versione dei sorgenti di OpenOffice.org sui quali si basa.

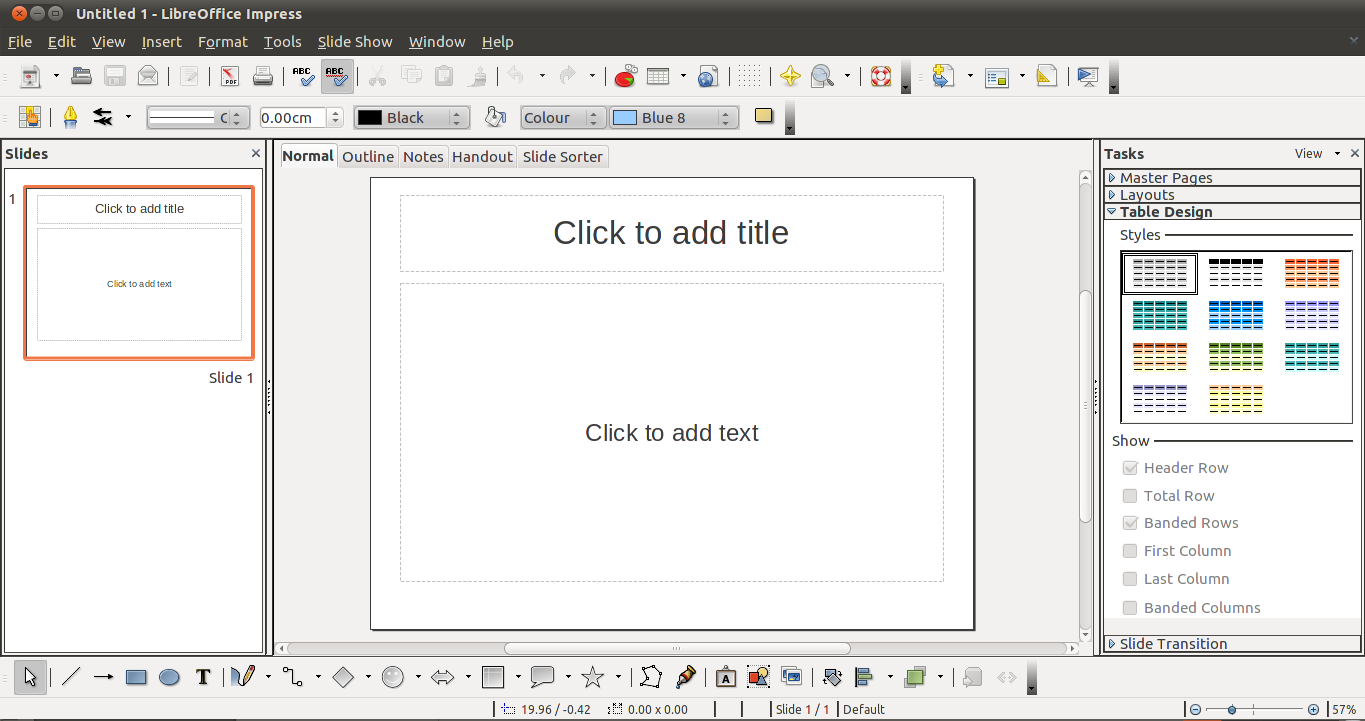
Impress in LibreOffice 3.3.0

### 3.3
LibreOffice 3.3, distribuito il 25 gennaio 2011, è stata la prima versione ad essere stata distribuita da The Document Foundation. LibreOffice 3.3 ha qualche funzione che non ha OpenOffice.org 3.3, e che probabilmente non saranno adottate in OpenOffice dovute alle politiche di assegnazione del copyright di Oracle.

Le caratteristiche uniche includono:
- importazione file SVG;
- filtri importazione file di Lotus Word Pro e Microsoft Works;
- migliorata l'importazione da WordPerfect;
- finestra di dialogo per le pagine dei titoli;
- Navigator consente ad una voce di menu di essere spiegata come al solito in una usuale vista ad albero;
- experimental mode che consente alle funzionalità ancora incompiute di essere giudicate dagli utenti;
- alcune estensioni incorporate, compresa Presenter View in Impress;
- codifica dei colori nelle icone del documento; dalla versione 3.3.1 nuovo set di icone proprie.

Nel recensire LibreOffice 3.3.0 stabile il giorno della sua distribuzione al pubblico, Ryan Paul di Ars Technica afferma: "Introduce molte nuove funzionalità degne di nota e ci sono miglioramenti in tutte le applicazioni incluse e, cosa più importante, la versione riflette la crescente forza del progetto nascente di LibreOffice. [...] Le nuove funzionalità incluse in LibreOffice 3.3 migliorano il set di funzioni della suite, l'usabilità e l'interoperabilità con gli altri formati. Per esempio, è stato migliorato il supporto per l'importazione documenti da Lotus Word Pro e Microsoft Works. Un'altra caratteristica fondamentale è la nuova possibilità di importare i file SVG e modificare le immagini in formato SVG in LibreOffice Draw."

### 3.4
LibreOffice 3.4 è stato distribuito il 3 giugno 2011.
Rispetto alla versione precedente ha una nuova schermata iniziale con più aggiornamenti grazie alla tecnologia basata su Office.
Ha cinque nuove modifiche di QuickStart.

### 3.5

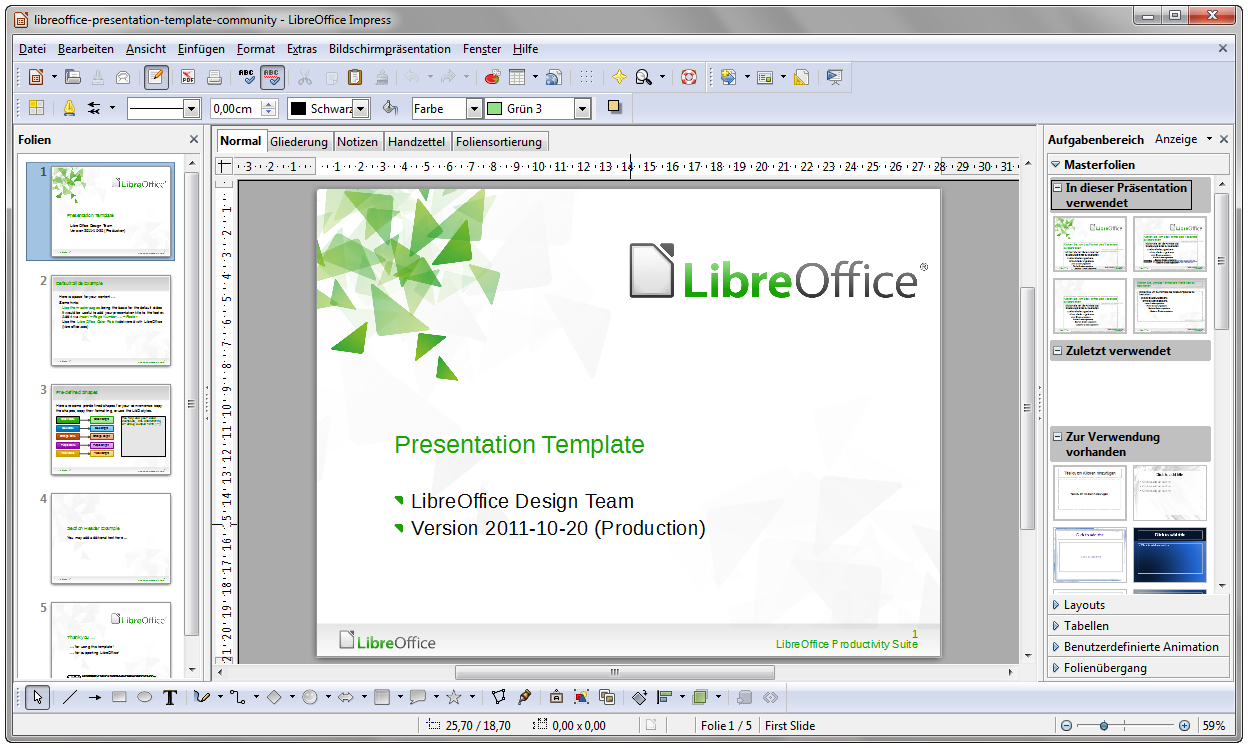
LibreOffice 3.5.2 Impress (in tedesco) su Microsoft Windows 7

LibreOffice 3.5 è stato distribuito il 14 febbraio 2012. Come per la versione 3.4.0 la prima versione non è considerato perfettamente stabile ed è dedicato alla sperimentazione. Tra le principali novità, a parte la risoluzione di diversi bug, abbiamo:
- Una rinnovata gestione di piè di pagina e intestazione in Writer.
- Nuovo correttore grammaticale (non per tutte le lingue).
- Nuovi filtri per importare i documenti prodotti con Microsoft Visio.
- Nuovo driver per PostgreSQL in Base.
- Il contatore di parole si aggiorna ora in tempo reale (non è più una finestra modale).

### 3.6
LibreOffice 3.6 è stato distribuito l'8 agosto 2012. Le novità di questa edizione sono:
- Nuovo splash screen.
- Supporto in Calc per gradazioni di colore e barre abbinate al valore delle celle.
- Aggiunto alla status bar il conteggio delle parole.
- Export PDF con gestione del watermark.
- 10 nuove master pages per Impress.
- Supporto all'import di Office SmartArt.
- Filtro per importare files Corel Draw.

## LibreOffice 4
LibreOffice 4.0 è la nuova major release ed è stato distribuito il 7 febbraio 2013. Introduce numerose e sostanziali novità, rivolte a migliorarne le prestazioni e la compatibilità con i vari formati; tra questi citiamo:
- supporto migliorato nell'import/export di DOCX, RTF e XLSX di Office e di oggetti OLE
- il tempo di import è calato dal 20 al 99% in Calc per fogli elettronici estremamente pesanti e con molte formule
- migliorate numerose funzioni e grafici di Calc
- introdotto un filtro per importare i file di Microsoft Publisher
- migliore compatibilità con gli standard liberi
- migliorate le prestazioni durante l'import/export di file pesanti
- sono supportati i documenti ODF grandi fino a 4GB, il doppio di prima
- migliore qualità delle anteprime laterali delle pagine in Draw e Impress
- una nuova tecnica di visualizzazione delle finestre di dialogo, che appaiono ridisegnate e più compatte
- passando il mouse sopra una font nell'elenco, viene visualizzata un'anteprima del testo con la font applicata, come avviene in Office 2007 e successivi
- supporto per GStreamer 1.0 su Linux, miglioramento del relativo codice
- anteprime dei video più veloci, supportate ora anche su Linux
- è possibile utilizzare l'interprete integrato per disegnare elementi complessi di grafica vettoriale
- aggiunta un'interfaccia per cambiare dimensioni e qualità delle immagini .png e .jpeg
- integrazione con l'appmenu di Unity, l'interfaccia desktop di Ubuntu
- eliminate librerie, funzioni o API obsolete ancora presenti nel codice
- cambiamenti molto profondi a UNO (Universal Network Objects), la tecnologia che permette di scrivere estensioni e componenti aggiuntivi per LibreOffice
- parziale API break (possibile qualche problema di compatibilità con vecchissime estensioni): rese obsolete più di 140 API e modificate una dozzina
- integrato Python 3.3 in sostituzione della versione 2.6, mentre viene interrotto il supporto a Java 5 e precedenti
- interrotto il supporto per Windows 2000, OSX 10.5 e le piattaforme PowerPC
- rimosso il supporto legacy per il formato StarOffice da 1.x a 5.x
- rimosso il supporto legacy per Word/Excel 6.0 e Office 95: si possono ancora aprirne i file, ma viene forzato il salvataggio nel formato Office 97 o superiore
- la versione per Windows è compilata con MinGW, semplificando il lavoro; UNO per Windows è stato aggiornato per usare le librerie runtime di Visual Studio 2010
- interrotto su Linux il supporto a librerie più vecchie di quelle presenti in Red Hat Enterprise Linux 5
- alcune modifiche per meglio supportare iOS e Android in futuro

### 4.0.1
LibreOffice 4.0.1 è stato distribuito il 6 marzo 2013. Le novità principali di questa versione sono:
- Nuovo splash screen;
- Icone nelle applicazioni ridisegnate;
- Corretti numerosi bug riguardanti stabilità, prestazioni, usabilità ed importazione dei file;

### 4.0.2
LibreOffice 4.0.2 è stato distribuito il 4 aprile 2013. Le novità principali di questa versione sono:
- Ridotto sensibilmente il tempo di avvio dell'applicazione e di apertura dei documenti;
- Introduzione di 4 nuovi fonts: Gentium, PT Serif, Source Code Pro e Source Sans Pro;
- Corretta l'importazione delle tabelle variabili in writerfilter;
- Corretto il bug che troncava i files .docx (formato Office 2007);
- I grafici vengono ora mostrati nelle posizioni corrette;
- La funzionalità “Invia documento per email” non è più soggetta a crash – ciò succedeva se l'applicazione era installata in una directory contenente spazi;
- Corretta la dimensione del box “Ordina dati”;
- Corretto il bug che portava ad un freeze di LibreOffice nell'operazione di esportazione da .ods a .xlsx;
- LibreOffice Draw è ora in grado di aprire i documenti Visio;
- Corretto il bug a causa del quale Impress andava in crash qualora si cliccasse destro su una parola selezionata;
- LibreOffice è ora in grado di salvare correttamente i files attraverso Samba (su filesystem di rete Windows).

### 4.0.3
LibreOffice 4.0.3 è stato distribuito il 9 maggio 2013. Le novità principali di questa versione sono:
- Aumento della stabilità globale della suite;
- Correzione di numerosi bug;
- Maggiore semplicità nella migrazione verso LibreOffice;
- Migliore supporto per i temi Personas di Mozilla;
- Ottimizzazione di Impress Remote utilizzato su dispositivi Android;
- Corretti alcuni bug riscontrati sulla versione Linux per Ubuntu 13.04;
- Risolto il problema dell'importazione di files di grandi dimensioni di Microsoft Visio.

### 4.0.4
LibreOffice 4.0.4 è stato distribuito il 19 giugno 2013. Le novità principali di questa versione sono:
- Correzione di 98 bug presenti nella versione precedente
- Migliorato il supporto per i formati proprietari dei documenti, come doc, docx, xls, xlsx, ppt e pptx

### 4.1
LibreOffice 4.1 è stato distribuito il 25 luglio 2013. Introduce diverse novità, oltre a correggere svariati bug riscontrati nelle versioni precedenti. Tra le principali citiamo:
- Nuova opzione per ruotare le immagini di Writer;
- I Textframes permettono di aggiungere un gradiente come sfondo;
- Possibilità di incorporare font in un documento Writer, Calc e Impress;
- L'importazione di file XLS più veloce;
- Miglioramenti nell'importazione ed esportazione di documenti nei formati DOC, DOCX, RTF, ODS, XLSX, CSV;
- In Calc il numero di celle selezionate viene indicato nella barra di stato;
- In Impress è presente Photo Album, un wizard con il quale è possibile creare facilmente delle presentazioni d'immagini;
- La barra di ricerca più veloce e completa;
- È possibile accedere ai documenti recenti direttamente dalla barra degli strumenti utilizzando il menu di discesa accanto ad "Apri";
- Migliorato il supporto per lingue arabe;
- Non è più installabile su Mac OS X per sistemi PowerPC;
- Aggiornamento dell'interfaccia grafica attraverso l'introduzione di una sidebar laterale, derivante da quella della suite Lotus Symphony.

#### 4.1.3
LibreOffice 4.1.3 è stato distribuito il 1º novembre 2013. Le novità principali di questa versione sono:
- La versione per MacOS non include più l'estensione MediaWiki;
- La distribuzione per Windows è stata internazionalizzata, non è più necessario scaricare un'installazione localizzata: la scelta della lingua sarà effettuata durante l'installazione;
- Il contenuto della guida è ora disponibile online o in alternativa, come installazione locale separata;
- I codici binari dell'installazione Windows sono ora firmati digitalmente da The Document Foundation;
- Gli utenti Windows che hanno anche OpenOffice.org installato sono ora invitati a rimuovere la suite a causa di concomitanti ed identiche associazioni di tipi di file;
- Se si esegue LibreOffice in Linux, si viene consigliati ad usare altri compilatori Java (es. OpenJDK) in luogo di GCJ, in quanto fonte di problematiche note con LibreOffice.

### 4.2
LibreOffice 4.2 è stato distribuito il 30 gennaio 2014. Le novità principali di questa versione sono:
- Miglioramenti delle prestazioni Calc e OpenCL per i calcoli tramite la scheda grafica;
- Il motore PDF è stato cambiato da Xpdf a poppler;
- Migliorata l'esportazione MathML
- Chiusura automatica di staffe in equazioni matematiche;
- Aggiunto WEBSERVICE e funzioni di foglio FILTERXML di Calc per l'accesso ai dati web;
- Forme Gruppo sono ora supportati durante l'apertura di file RTF;
- Aggiungi "Trova Tutto" per la barra di ricerca;
- Nuovo set di icone in bianco e nero, "Sifr";
- Filtro di importazione per i file AbiWord.

### 4.3
LibreOffice 4.3 è stato distribuito il 30 luglio 2014. Le novità principali di questa versione sono:
- Spostamento dei pulsanti di navigazione da sotto alla scroolbar alla barra di ricerca;
- Possibilità di stampare i commenti in Writer;
- Possibilità di inserire modelli 3D all'interno delle presentazioni (solo in Linux e Windows);
- Migliorato l'import del file PDF;
- Miglioramenti vari allo Start Center;
- Migliorato l'import di documenti .docx.

## LibreOffice 5
LibreOffice 5.0 è la nuova major release ed è stato distribuito il 5 agosto 2015. Introduce numerose e sostanziali novità, tra cui:
- Supporto nativo ai 64 bit
- Supporto a Windows 10
- Nuovo splash screen
- Possibilità di importare da Apple Pages
- Introduzione notazione scientifica in Calc
- Nuove formule complesse, nuove funzioni e introdotta la formattazione condizionale in Calc
- Introdotto il supporto alle emoji

### 5.1
LibreOffice 5.1 è stato distribuito il 10 febbraio 2016. Le novità principali di questa versione sono:
- Esportazione PNG in Writer, Calc e Impress;
- Miglioramenti e correzioni nel Formula Engine di Calc
- Caselle degli strumenti per organizzare al meglio la selezione della modalità in Impress
- Importazione dei seguenti formati supportati: Gnumeric, Microsoft Write, Apple Keynote 6
- Miglioramenti nell'importazione di file MS Visio
- Miglioramenti nell'importazione di file CorelDRAW

## LibreOffice 6
LibreOffice 6 è stato pubblicato il 31 gennaio 2018.

## LibreOffice 24
Dal 2024 la numerazione della versione viene agganciato all'anno di rilascio.